# Nipponaetes hansoni
Nipponaetes hansoni là một loài tò vò trong họ Ichneumonidae.